# ITK Engineering
Die ITK Engineering GmbH (zunächst als Ingenieurbüro für technische Kybernetik) wurde 1994 gegründet und ist ein international tätiger Entwicklungsdienstleister mit Kunden unter anderem aus den Branchen Automotive, Luft- und Raumfahrt sowie Medizintechnik.
Am Hauptsitz im pfälzischen Rülzheim und in weiteren Niederlassungen in Deutschland beschäftigt das Unternehmen mehr als 1100 Mitarbeiter. ITK ist außerdem in den USA, Japan, Spanien, Österreich und China vertreten. Seit 2017 ist sie ein Tochterunternehmen der Bosch Engineering GmbH.

## Geschichte
1994 gründete Michael Englert in Kuhardt, Rheinland-Pfalz, das Ingenieurbüro für technische Kybernetik. Der Umzug ins Technologiezentrum Herxheim und erste Projekte in den Bereichen Automotive, sowie Luft- und Raumfahrt war im Jahr 1999. 2001 erfolgte die Eröffnung der ersten Niederlassung in Marburg und Gründung der ITK Engineering – Ingenieurgesellschaft für technische Kybernetik mbH. 2007 war die Umwandlung in ITK Engineering AG.
2009 folgte die Gründung einer Auslandsgesellschaft in den USA, 2011 in Japan. 2012 kam es zu einer Entwicklungspartnerschaft mit Audi Sport. 2013 war die Eröffnung und Umzug der neuen Unternehmenszentrale in das firmeneigene Gebäude in Rülzheim.
Am 13. Oktober 2016 gab die Robert Bosch GmbH bekannt, ITK Engineering zu 100 % übernehmen zu wollen. Die Übernahme wurde am 12. Januar 2017 vollzogen. Am 3. Februar 2017 fand die Umwandlung zur ITK Engineering GmbH statt.

## Unternehmen

### Geschäftsführung
Gründer von ITK Engineering und Vorsitzender der Geschäftsführung bis Oktober 2021 war Michael Englert, der an der Universität Karlsruhe Elektrotechnik studiert hatte. Von 2003 bis 2017 war Helmuth Stahl, Experte auf dem Gebiet der Modellbildung, Simulation und Regelungstechnik Mitglied der Geschäftsführung der ITK Engineering. Vorsitzender des Aufsichtsrats ist Rudolf Maier. Im Zuge der Übernahme durch Bosch zog auch Bernhard Bihr, der zugleich der Bosch Engineering GmbH vorsteht, in den Vorstand der ITK ein. Im Jahr 2018 bestand die Geschäftsführung aus Michael Englert und Bernd Gohlicke.
Zum 1. Oktober 2021 übergab Michael Englert die Geschäftsführung an Frank Schmidt. Zum 1. Februar 2023 ersetzte Jens Hofmann den ausscheidenden Bernd Gohlicke als Mitglied der Geschäftsführung. Seit Mitte Mai 2025 ist Alexander Huber in die Geschäftsführung der aufgerückt und folgt auf Frank Schmidt.

### Standorte
Die ITK Engineering ist in fünf Ländern vertreten:
- Deutschland: (Rülzheim, Friedrichshafen, Holzkirchen (bis 2022 in München)[19], Ingolstadt, Stuttgart, Frankfurt am Main, Lollar, Braunschweig, Berlin, Köln)
- Österreich: (Wien, Graz, Linz)
- Spanien: (Barcelona)
- Japan: (Tokio)
- China: (Wuxi)[20]

## Tätigkeit
Neben Beratung und Entwicklungsunterstützung liefert das Unternehmen Systemlösungen in den Bereichen Software Engineering, Embedded Systems, modellbasierte Entwicklung und Tests, Regelungstechnik und Signalverarbeitung. Die Leistungen reichen von Softwareentwicklung für Embedded Systeme bis hin zu Data Analytics und Künstlicher Intelligenz und umfassen folgende Punkte:
- Kundenspezifische und plattformunabhängige Lösungen
- Entwicklung maßgeschneiderter Systemlösungen
- Projektmanagement
- Beratung
- Coaching
- und Seminare

Dabei liegen die Kernkompetenzen in den Bereichen Safety und Cyber Security, aber auch in der modellbasierten Softwareentwicklung und virtuellen Absicherung und in der Entwicklung von intelligenten Algorithmen für u. a. Regelungstechnik und Bild- und Signalverarbeitung.

## Auszeichnungen
- 2012 erfolgte eine Auszeichnung als Finalist beim Großen Preis des Mittelstandes.[23]
- Anfang 2014 erhielt ITK Engineering die FOCUS-Auszeichnung „Top Nationaler Arbeitgeber“ mit zwei dritten Plätzen aus 22 Branchen.[24] 2015 und 2016 erreichte das Unternehmen den 3. Platz in der Kategorie „Automobil und Zulieferer / Mittelgroße Arbeitgeber“.[25][26]
- 2015 gewann die ITK Engineering AG den Großen Preis des Mittelstandes aus Rheinland-Pfalz / Saarland in der Kategorie „Erfolgreiches Wachstum“.[27]
- 2023 gewann ITK Engineering GmbH in Hamburg den „MCN Cup“ in der Kategorie C: Digitalisierung der maritimen Wirtschaft.[28]